# Литовская федерация баскетбола
Литовская федерация баскетбола (лит. Lietuvos krepšinio federacija; LKF) — национальная баскетбольная ассоциация по баскетболу в Литве. Была основана в 1936 году. В 2011 году знаменитый баскетболист Арвидас Сабонис был избран президентом федерации.
В состав федерации входят:
- 138 зарегистрированных клубов
- 5020 профессиональных игроков
- 13 418 игроков

Мужская сборная Литвы по баскетболу одна из самых успешных сборных в мире: Литва принимала участие в пяти Олимпийских играх и завоевала три бронзовые медали. Сборная Литвы выиграла два предвоенных чемпионата Европы: 1937 и 1939 годов. С 1940 по 1990 год Литва была в составе СССР, большое количество игроков сборной Советского Союза составляли игроки литовской школы баскетбола. На Олимпийских играх 1988 года золотые медали в составе сборной СССР выиграли 4 литовца: Вальдемарас Хомичюс, Арвидас Сабонис, Римас Куртинайтис, Шарунас Марчюлёнис. С 1992 года сборная Литвы выступает самостоятельно. В 2003 году выиграла чемпионат Европы.
Женская сборная Литвы по баскетболу лишь однажды завоевывала золото чемпионата Европы в 1997 году, а также становилась вице-чемпионом Европы в 1938 году. Лучший результат на мировых первенствах - 6-е место в 2006 году. В Олимпийских играх женская сборная Литвы по баскетболу не участвовала.

## История
21 декабря 1991 года на заседении ФИБА в американском Спрингфилде ЛФБ было возвращены членство в организации и все имевшиеся права до 1945 года.

## Президенты
- 1991—2011 — Владас Гарастас
- 2011—н. в. — Арвидас Сабонис

## Лиги
- LKL: мужская баскетбольная премьер-лига (основана в 1993 году)
- NKL: вторая мужская баскетбольная лига (основана в 2005 году)
- LKAL: вторая мужская баскетбольная лига (основана в 1994 году, распалась в 2005 году)
- LMKL: женская баскетбольная премьер-лига (основана в 1994 году)
- LSKL: студенческая баскетбольная лига (основана в 1998 году)
- MKL: начальная школьная баскетбольная лига (основана в 2001 году)

## Достижения сборных

### Мужская
- 1937, 1939, 2003 Чемпионы Европы,
- вице-чемпионы Европы в 1995, 1992, 1996 и 2000 годах;
- бронзовый призер Олимпийских игр, чемпионата мира 2010 года;
- бронзовый призер Чемпионата 2007 года.

### Женская
- в 1997 году Чемпионы Европы,
- в 1938 году вице-чемпион.

### Юношеская до 21
- Чемпионы мира 2005.

### Юношеская до 20
- 1996, чемпион Европы
- в 2005 и 2008 годов, вице-чемпионкой Европы
- 2004 Чемпионат Европы бронзовые призеры.

### Юношеская до 19 лет
- 2011 чемпионы мира,
- вице-чемпионы мира в 2003 году.

### Юношеская до 18 лет
- 1994 и 2010 годах чемпионы Европы
- в 2006 и 2008 годов, вице-чемпионы Европы.

### Девочки до 18 лет
- в 2008 году чемпионы Европы.

### Юниорская до 16 лет
- в 2008 году чемпионы Европы,
- 2009 и 2010 годов, вице-чемпионы Европы,
- в 2007 году бронзовые медали Чемпионата Европы.

### Девочки до 16 лет
- в 2006 году бронзовый призер чемпионата Европы.

## Достижения клубов
- «Жальгирис»: 1999 Чемпион Евролиги, в 1998 году Обладатель Европейским Кубком, 1986 победитель межконтинентального турнира Кубка Джонса.
- «Летувос Ритас»: Обладатель Кубка Европы в 2005 и 2009 году.